# Edoardo Di Somma
Edoardo Di Somma (Genova, 1996. szeptember 30. – ) világbajnok olasz válogatott vízilabdázó.

## Sportpályafutása
Anyaegyesülete a Rari Nantes Bogliasco, melyben nem csak ő, hanem két testvére, Roman és Alessandro is nevelkedett. 2009-ben korosztályos bajnoki címet szerzett, majd az elkövetkező években az U17-es és U20-as együttes tagjaként is több előkelő helyezést tudhatott magáénak. A Pro Recco színeiben több ízben is olasz bajnoki címet szerzett.

## Eredmények

### Klubcsapattal

#### Pro Recco
- Olasz bajnokság: Aranyérmes: 2018-19
- Olasz kupa: Aranyérmes: 2018-19

#### Ferencváros
- Bajnokok Ligája
  - győztes: 2024, 2025
- LEN-szuperkupa
  - győztes: 2024[1]
- Magyar bajnokság
  - aranyérmes: 2025
- Magyar kupa
  - győztes: 2023, 2024

### Válogatottal

#### Olaszország
- Világbajnokság: Aranyérmes: Kvangdzsu, 2019